# Хохолков-Ростовский, Юрий Андреевич
Князь Юрий Андреевич Хохолков-Ростовский (умер 1528/1529) — воевода, наместник и боярин на службе у Великих князей московских Ивана III и Василия III.
Из княжеского рода Хохолковы-Ростовские. Представитель князей Ростовских, старший из шести сыновей князя Андрея Ивановича Ростовского по прозванию «Хохолек», по нём его потомки получили фамилию. Упомянут в 1492 и 1495 годах в государевых походах в Новгород. Имел братьев, князей: боярина Ивана Андреевича по прозванию «Катырев» (родоначальник князей Катыревы-Ростовские), Александр Андреевич и погибшие в боях: Фёдор, Осип, Григорий Андреевичи.

## Биография
В «Русской родословной книге» А. Б. Лобанова-Ростовского у отца показано шесть выше указанных сыновей и Юрий Андреевич показан старшим сыном. По родословной книге М. А. Спиридова у отца показано три сына, а князь Юрий Андреевич показан средним сыном, Иван Катырь — старший, а Александр — младший. В поколенной росписи родословной книги из собрания М. А. Оболенского поданной в 1682 году в Палату родословных дел указан только один сын, князь Иван Андреевич, а данного князя Юрия Андреевича — нет. В «Истории родов русского дворянства» П. Н. Петрова у отца указано три сына, князья: Юрий, Иван и Дмитрия Андреевичи, а брат Иван Андреевич «Катырь» показан сыном боярина Василия Ивановича.
Впервые в источниках Юрий появляется в 1492 и 1495 годах, когда участвовал в государевых походах Ивана III на Новгород.
В 1515 году первый воевода, водил полк правой руки на реку Вашана для защиты южных рубежей от крымских татар, после ухода татар привёл в этой должности полк в Тулу. В 1516 году был назначен первым воеводой второго Большого полка в Рославль, в связи с подготовкой похода на Северскую землю.
В 1517 году пожалован боярством. В 1520—1521 годах первый осадный воевода в Коломне, во время похода Мухаммед Гирея на Москву был в Коломне в осаде. В следующем 1522 году году, во время превентивного похода Василия III против крымских татар к Коломне состоял в его свите. В 1526 году наместник в Пскове.
Умер в 1528/1529 году.

## Семья
От брака с неизвестной имел детей:
- Князь Хохолков-Ростовский Иван Юрьевич — голова, воевода и наместник в Нижнем Новгороде (1565).